# 天福山中学
天福山中学，是一所公立高中。建于1952年，2014年8月撤销并入文登区高级中学。

## 历史沿革
1952年，纪念天福山起义，在大水泊镇驻地建校，定名为天福山中学。
1978年，更名为大水泊中学；不久，又更回天福山中学。

## 学校设施
天福山中学占地136亩，建筑面积24000平方米，绿化面积38000平方米。